# Cesta ven (film, 2014)
Cesta ven je český film režiséra Petra Václava z roku 2014. Vypráví o romském páru Žanety a Davida. Obsazení je tvořeno romskými neherci, kteří zažili první zkušenost s natáčením.
Snímek byl podpořen Státním fondem České republiky pro podporu a rozvoj české kinematografie.
Film měl premiéru na Filmovém festivalu v Cannes v nesoutěžní sekci ACID. Stal se tak prvním českým celovečerním filmem uvedeným na tomto festivalu od roku 1998, kdy zde byl na programu film Postel Oskara Reifa. Během premiérového víkendu v českých kinech na film přišlo 845 diváků.

## Děj
Film vypráví příběh mladé romské ženy Žanety, která se snaží vybojovat šťastný život pro sebe a svou dceru Sárinku. Žije v sídlištním bytě s druhem Davidem, jejich asi tříletou Sárinkou a se svou mladší sestrou Kukačkou (Kuky). Sama po smrti matky od čtrnácti let vyrůstala v dětském domově. Snaží se, aby bylo doma uklizeno, a dohlíží na Kuky, aby chodila do školy. Snaha vést normální život naráží na předsudky většinové společnosti, nemožnost získat legální práci, komplikovanou komunikaci s úřady, dluhy i problémy vlastní determinace. Ani rodina jí nemůže pomoci, otec je již deset let bez práce a finanční potíže jej přivedly do ghetta. Žaneta je však odhodlaná překonat překážky a bojovat s nepřízní osudu.

## Obsazení, výběr
| Herec                    | Role         |
| ------------------------ | ------------ |
| Klaudia Dudová           | Žaneta       |
| David Ištok              | David        |
| Mária Zajacová-Ferencová | Andrea       |
| Natálie Hlaváčová        | Kukačka      |
| Milan Cifra              | Marian       |
| Sára Makulová            | Sárinka      |
| Julius Oračko            | Jarda        |
| Zdeněk Godla             | Štefan       |
| Attila Lakatos           | Žanetin otec |
| Přemysl Bureš            | Jakeš        |

## Výroba
Autorem scénáře je Petr Václav, který našel předobraz příběhu Žanety a Davida na návštěvě u svých přátel. Postupně jej doplňoval o životní příběhy dalších lidí, se kterými se setkával.
Film s romskými neherci se točil v reálných lokacích především na Ostravsku (v Přednádraží nebo na ubytovně) v únoru a březnu 2013. Tvůrci i producenti učinili rozhodnutí nehercích, aby filmu zajistili autenticitu a nezpochybnitelnou vypovídací hodnotu. Režisér byl velmi pečlivý, výběr herců trval půl roku.
Film vznikl za podpory Státního fondu pro podporu a rozvoj České kinematografie a Centre National du Cinéma – Aide aux cinémas du Monde, koproducenty jsou francouzská společnost Cinema Defacto a Česká televize.

## Ocenění
- V červnu 2014 získal film cenu za nejlepší film na slovenském filmovém festivalu Art Film Fest, Klaudia Dudová zde také získala cenu za nejlepší ženský herecký výkon.[8]
- Na Cenách české filmové kritiky 2014 měl film nejvíce nominací (6), zvítězil ve čtyřech kategoriích: nejlepší film, režie, scénář a ženský herecký výkon pro Klaudii Dudovou.
- Na Českém lvu 2014 snímek vyhrál v sedmi kategoriích: nejlepší film, režie, ženský herecký výkon v hlavní roli, scénář, kamera, střih a zvuk. [9]
- Na Festivalu evropských filmů získal snímek cenu za nejlepší ženský herecký výkon pro Klaudii Dudovou.[7]

## Recenze
- Mirka Spáčilová, iDNES.cz 25. května 2014